# Історико-археологічний музей Констанци
Історико-археологічний музей Констанці (рум. Muzeul de Istorie Națională și Arheologie) — музей у м. Констанца, Румунія.

## Історія
Ще в 1878 році, коли Старе Королівство придбало Північну Добруджу, його перший префект Ремус Опреану запропонував створити археологічний музей. Незабаром це було зроблено в офісі Опреану. Після того як будівля префектури згоріла в 1882 році, уцілілі частини були розміщені в павільйоні громадського саду. До 1911 року вціліла колекція знаходилася в сховищі місцевої середньої школи. Того року Василе Парван, голова Національного музею старожитностей, написав звіт із закликом створити постійний музей у Констанці; це вважається установчим статутом музею. З 1912 року музей знаходився в кіоску міського парку. У 1928 році його перемістили у крило міської ратуші, а через два роки відкрили. Будівля міської ратуші, де зараз розташований музей, була побудована між 1912 і 1921 роками за проєктом Віктора Штефанеску в Румунському національному стилі.
До 1930-х років музей став переповненим; пожертвування, придбання та розкопки постійно поповнювали колекцію. У 1937 р. відділ археології налічував 272 пам'ятки. У 1957 році музей було реорганізовано під керівництвом Васіля Канараче та перевезено в нову будівлю, нині Палац архієпископа. Тут були виставкова площа, реставраційна лабораторія, спеціалізована бібліотека та сучасне обладнання. Згодом і цього місця стало недостатньо, оскільки розділ історії припинився разом із Середньовіччям. У 1977 році музей повністю «переїхав» у всю будівлю мерії.

## Колекція
На першому поверсі музею розташовані дві кімнати археологічних знахідок. Середній поверх описує стародавню та середньовічну історію Добруджі. Найвищий поверх присвячений сучасній історії, а також тематичним експозиціям. Археологічна колекція нараховує 24 скульптури (статуї та барельєфи), знайдені у 1962 році під час риття фундаменту житлового будинку. Того ж літа 300 000 відвідувачів побачили нове відкриття, яке й досі викликає науковий інтерес. Центральний елемент експозиції — Глікон, датований ІІ століттям нашої ери. Скульптури Тихе, божества-покровителя Томіса (давня Констанца), і Понта, бога Чорного моря, датуються тим же періодом. Бюст Ісіди та рельєф із зображенням фракійського вершника належать до III століття.
Інші предмети включають бронзову брошку 18-го століття, знайдену в Ваду в 1989 році; золоте та скляне намисто II або III століття з Мангалії (Каллатіс), знайдене 1985 р.; золотокам'яний медальйон з розкопу 1962 р.; золота сережка 3 або 4 століття з підвіскою з козла з Вама-Веке ; золотий перстень 2-го століття з вставкою дорогоцінних каменів від Tomis; і золотий хрест 4-6 століття з вставкою дорогоцінних каменів, знайдений у Мангалії в 1983 році Нарешті, є гробниця IV століття в стилі гіпогею, виявлена в Констанці в 1988 році. Відзначається художньою цінністю розпису інтер'єру, що містить елементи як давньогрецької релігії, так і християнства.

## Будівля
Будівля музею була спроєктована архітектором Віктором Штефанеску як ратуша. Князь Фердинанд заклав наріжний камінь у травні 1912 року. Будівництво було припинено в 1913 році, відновлено влітку 1914 року, а потім знову зупинено під час Першої світової війни. Будівлю було урочисто відкрито в липні 1921 року. Окрім політичних та адміністративних функцій, у підвалі містилася пивна зала, яка містила 300 відвідувачів; а також кав'ярня та кондитерська в першому крилі та ресторан в іншому крилі.
Будівля в стилі Румунського Відродження з лоджією, колонами та невеликими вікнами. Під час його будівництва його критикували за надмірну вартість і за блокування вітру з моря, створюючи тепловий острів. Міністерство культури та релігійних справ Румунії вносить будівлю до списку історичних пам'яток.